# قرش القط صغير البطن
قرش القط صغير البطن أو قرش صغير البطن (الاسم العلمي: Apristurus indicus)، هو أحد أسماك القرش من فصيلة القرشيات القطية الموجودة في غرب المحيط الهندي بالقرب من الصومال وخليج عدن وسلطنة عمان، على أعماق تتراوح بين 1300 و 1840 مترًا. يصل طوله إلى 34 سم، على الرغم من أن هذا القياس لعينة غير ناضجة. يوجد على المنحدرات القارية، ومن المحتمل أن تُصاد بواسطة مراكب صيد السمك في الأعماق. وهي قروش بيوضية التكاثر.